# Търговия, ремонт на автомобили и мотоциклети
Търговия, ремонт на автомобили и мотоциклети е един от 20-те основни отрасли на икономиката в Статистическата класификация на икономическите дейности за Европейската общност.
Секторът обхваща търговията - на едро и на дребно, както и ремонтът на автомобили и мотоциклети, който е тясно интегриран с техните продажби. Към него се отнасят и пряко свързаните с търговската дейност операции, които не предполагат трансформация на съответните стоки - сортиране, пакетиране, препакетиране в по-малки разфасовки, бутилиране, складиране.
В България търговията с ремонта на автомобили и мотоциклети е вторият по брой на заетите нефинансов сектор на икономиката, като към 2017 година в него са заети около 516 000 души, а произведената продукция е на стойност 23 милиарда лева.